# Secretaria de Desenvolvimento Urbano e Habitação do Distrito Federal
A Secretaria de Estado de Desenvolvimento Urbano e Habitação do Distrito Federal (SEDUH-DF) é o órgão distrital responsável pelos assuntos relacionados a desenvolvimento urbano e habitação no Distrito Federal. Suas principais funções são dedicadas a promover o desenvolvimento urbano e as políticas habitacionais. O atual secretário de estado é Mateus Leandro de Oliveira.

## História
A Secretaria foi criada com o Decreto nº 39.689 de 27 de fevereiro de 2019.

## Área de atuação
Fazem parte das funções da secretaria a gestão do desenvolvimento urbano e habitação no Distrito Federal, o que inclui a gestão da parte tombada de Brasília, que é Patrimônio Cultural da Humanidade e por isso precisa de grande controle nas intervenções urbanas. Além disso, a secretaria cumpre as funções arquitetônicas e urbanísticas da cidade, tais qual o ordenamento territorial, as regras e ações para o uso e a ocupação do solo, o planejamento, desenvolvimento e intervenções urbanas, políticas habitacionais, como a regularização fundiária, aprovação e licenciamentos de projetos arquitetônicos e urbanísticos e outras atividades urbanas. Diferente dos estados, devido as características administrativas únicas do Distrito Federal a SEDUH fica também responsável por responsabilidades como o Plano Diretor.

### Subsecretarias
A Secretaria de Desenvolvimento Urbano e Habitação é subdividida em várias áreas, com destaque para as subsecretarias:
- Subsecretaria de Administração Geral (SUAG);
- Subsecretaria de Políticas e Planejamento Urbano (SUPLAN);
- Subsecretaria do Conjunto Urbanístico (SCUB);
- Subsecretaria de Parcelamentos e Regularização Fundiária (SUPAR);
- Subsecretaria de Desenvolvimento  das Cidades (SUDEC).[4]

### CODHAB e outras divisões
A Companhia de Desenvolvimento Habitacional do Distrito Federal (CODHAB) é uma empresa estatal vinculada a secretaria, que realiza as obras no âmbito habitacional. A CODHAB tem programas de construção de habitações de interesse social e disponibiliza postos de assistência  técnica em arquitetura em comunidades carentes para promover  melhorias necessárias nas residências e espaços públicos
Também vinculados a secretaria, há ainda o Conselho de Planejamento Territorial e Urbano do Distrito Federal (CONPLAN) e o Sistema de Planejamento Territorial e Urbano do Distrito Federal (SISPLAN), além do Fundo Distrital de Habitação de Interesse Social (FUNDHIS) e do Fundo de Desenvolvimento Urbano do Distrito Federal (FUNDURB).

### Serviços da secretaria

#### Central de Aprovação de Projetos (CAP)
Criada em janeiro de 2015, é um serviço voltado a regularização de projetos arquitetônicos. Obras de grande porte precisam passar pela aprovação e licenciamento da CAP. Obras menores também precisam ser aprovadas, mas basta ir na Administração Regional local.

#### Regularização de templos religiosos
Uma política de regularização urbanística e fundiária de imóveis e outras áreas ocupadas por entidades religiosas.